# Jahrhundert der Zellweger
| Jahrhundert der Zellweger                                      | Jahrhundert der Zellweger                                                                |
| -------------------------------------------------------------- | ---------------------------------------------------------------------------------------- |
| Jahrhundert der Zellweger: Informationsstelle im Waschhäuschen |                                                                                          |
| Ort                                                            | Landsgemeindeplatz 1 9043 Trogen                                                         |
| Eröffnung                                                      | 2014                                                                                     |
| Betreiber                                                      | Gemeinde Trogen und Kantonsbibliothek Appenzell Ausserrhoden                             |
| Leitung                                                        | Heidi Eisenhut                                                                           |
| Website                                                        | www.jahrhundertderzellweger.ch                                                           |
| Öffnungszeiten                                                 | Mo–Fr 8–17 Uhr (Gemeindehaus und Kirche), täglich 8–20 Uhr (Infostelle im Waschhäuschen) |

Jahrhundert der Zellweger besteht aus mehreren Hörrundgängen durch das Dorf Trogen im Kanton Appenzell Ausserrhoden zur Geschichte der Textilhandelsfamilie Zellweger, die vor allem im 18. Jahrhundert einen grossen Einfluss auf die Entwicklung des Orts hatte.

## Geschichte
Die Familie Zellweger hat Trogen massgeblich geprägt: politisch, wirtschaftlich, aber auch architektonisch. Der Landsgemeindeplatz ist heute von der Kirche und von steinernen Palästen gerahmt, die zwischen 1747 und 1809 erbaut wurden – die Bauherren waren allesamt Mitglieder der Textilhandelsfamilie Zellweger. Dieses kulturelle Erbe sollte aufgearbeitet und für Besucher zugänglich gemacht werden. Die Idee war, nicht ein neues Museum zu schaffen, sondern den Ort selbst zum Museum zu machen und Hörpfade zu erarbeiten, die zu interessanten Plätzen und Strassen, Brunnen und Häusern führen und dort «Geschichte erzählen». «Jahrhundert der Zellweger» entstand als Kooperation der Gemeinde Trogen mit der Kantonsbibliothek Appenzell Ausserrhoden. Erarbeitet wurden die Materialien von einer Projektgruppe bestehend aus der Szenografin Karin Bucher, der Historikerin Heidi Eisenhut (Vertretung Kanton), dem Künstler und Autor Matthias Kuhn und dem Sänger und Kantonsschullehrer Jens Weber (Vertretung Gemeinde). Als Anlaufstelle vor Ort wurde das Waschhäuschen vor dem KVT-Haus am Landsgemeindeplatz von der Stiftung Kantonsschule Trogen zur Verfügung gestellt, damit darin ein kleines Informationszentrum eingerichtet werden konnte. 2014 wurde das «Museum» eröffnet. Es umfasste damals drei Hörrundgänge, das Laurenz-Zellweger-Zimmer im dritten Stock des Gemeindehauses und eine umfangreiche Website. 2015 kamen ein vierter Hörrundgang und ein Textilfoyer im Gemeindehaus dazu, ausserdem wurde das Leitsystem im Gemeindehaus verbessert. Ein fünfter Hörrundgang ist angedacht, bisher aber noch nicht realisiert. Als vorläufige Abrundung und infolge der Neugestaltung des Dorfplatzes erschien 2021 in der Reihe Schweizerische Kunstführer das Heft Der Landsgemeindeplatz Trogen, das neben den Publikationen zu den Hörrundgängen als Museumsführer dient.

## Gebäude

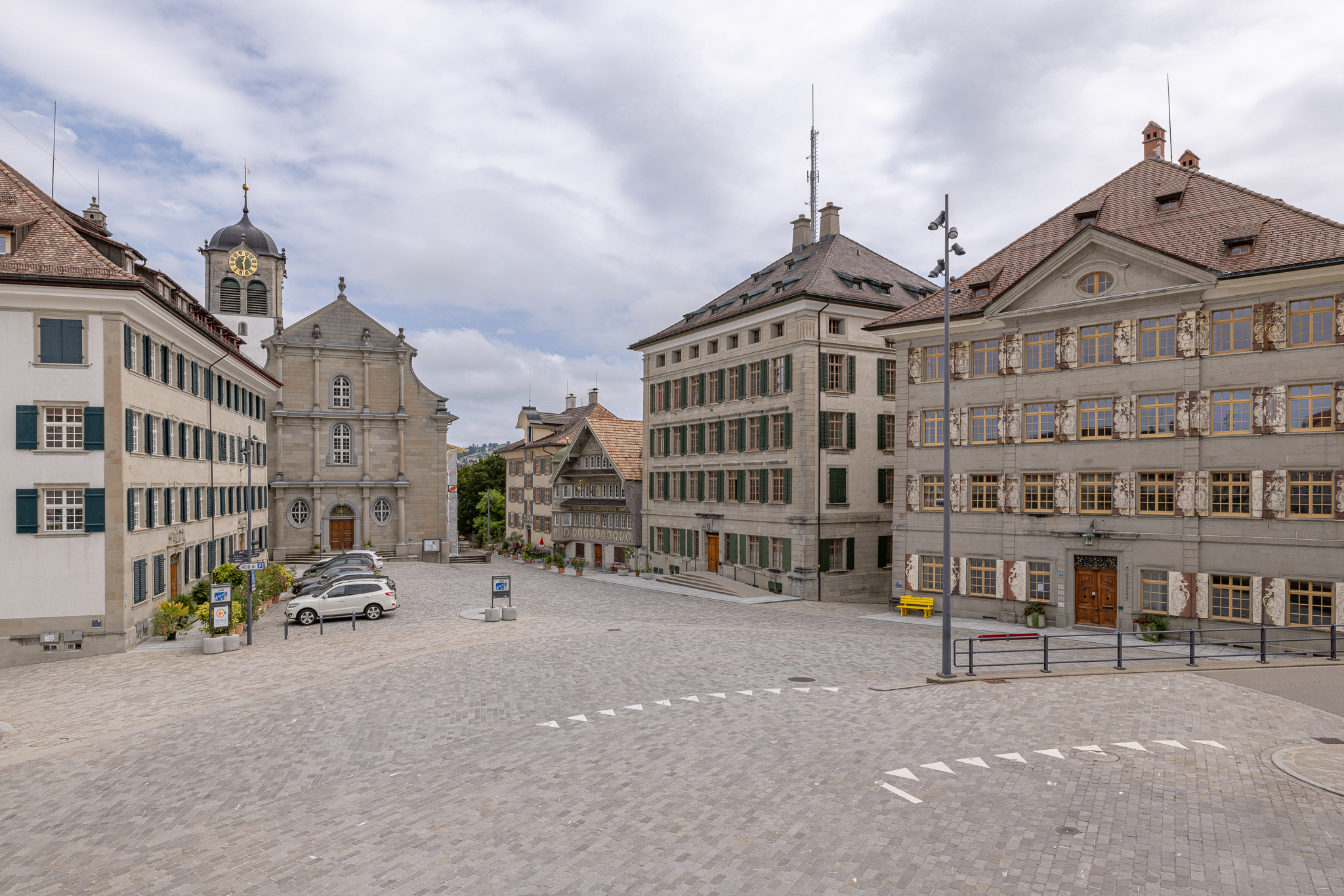
Der Landsgemeindeplatz von Trogen mit dem Gemeindehaus ganz rechts und der Kirche als rückwärtigem Abschluss

Die Infostelle ist im ehemaligen Waschhäuschen des KVT-Hauses am Landsgemeindeplatz eingerichtet. Letzteres wurde 1650 für Anna und Conrad Zellweger-Rechsteiner erbaut. 1958 kaufte der Kantonsschulverein Trogen (KVT) das Objekt und richtete darin das Mädchenkonvikt der Kantonsschule Trogen ein, das bis 1996 betrieben wurde. Das Haus gehört heute der Stiftung Kantonsschule Trogen und bietet Wohnmöglichkeiten, z. B. für Sport- oder Austauschschüler. Das zum KVT-Haus gehörende freistehende Waschhaus steht südöstlich unmittelbar am Dorfplatz. Es wurde um 1860 errichtet und 2022 umfassend renoviert.
Das Laurenz-Zellweger-Zimmer befindet sich am Landsgemeindeplatz 1 im dritten Stock des heutigen Gemeindehauses. Dieses wurde zwischen 1760 und 1763 an der Stelle eines Holzhauses für Jakob Zellweger-Wetter erbaut, wahrscheinlich von einem der Brüder aus der Teufner Baumeisterfamilie Grubenmann, entweder Johannes oder Hans Ulrich Grubenmann. Ab 1825 Pfarrhaus, wurde 1855 darin die Gemeindekanzlei eingerichtet. Der viergeschossige, klassizistische Steinbau mit den im Rokokostil bemalten Tafelläden ist innen herrschaftlich ausgestaltet: Gewölbe und sandsteinerne Türgewände im Erdgeschoss, Nussbaumtäfer und -türen, Parkettböden und der Festsaal im dritten Stock zeugen vom Reichtum des Bauherrn. Bemerkenswert sind auch die Stuckaturen von Andreas und Peter Anton Moosbrugger, teils mit lokalen Bildprogrammen. Das Gebäude beherbergt heute im Erdgeschoss und im zweiten Obergeschoss Räumlichkeiten der Gemeindeverwaltung Trogen, im ersten Obergeschoss die Evangelisch-reformierte Kirchgemeinde Trogen und die Geschäftsstelle der Evangelisch-reformierten Landeskirche beider Appenzell sowie im dritten Obergeschoss Räume der Kantonsbibliothek Appenzell Ausserrhoden – inklusive Ausstellungsräumen von «Jahrhundert der Zellweger».
An der Gestalt der heutigen Kirche war die Familie Zellweger massgeblich beteiligt: Jakob Zellweger-Wetter und Johannes Zellweger-Hirzel übernahmen die Kosten der Fassade, stifteten die Kanzel und den Taufstein und traten für die Verlegung des Friedhofs unentgeltlich Land ab, Hans Conrad und Ursula Wolf-Zellweger stifteten die Deckengemälde. Der Neubau wurde nötig, nachdem ein Erdbeben 1777 die alte Kirche beschädigt hatte. Beauftragt wurde der Teufner Baumeister Hans Ulrich Grubenmann; es war sein letztes Werk. Die Bauzeit dauerte von 1779 bis 1782. Zum Landsgemeindeplatz hin zeigt die Kirche eine vorgeblendete, repräsentative Fassade mit einer dreigeschossigen Säulenarchitektur, gekrönt von klassizistischen Vasen, mit einem Rundbogenportal und zwei ovalen Fenstern. Der Turm ist relativ schlicht, erst ganz oben mit den Schallfenstern und den Uhrtafeln reicher gegliedert. Den Abschluss bildet eine Haube. Im Innern ist das Kirchenschiff von Korbbogen überwölbt. Der mit einer Stufe abgetrennte Chorraum hat eine runde Kuppel. Der Kirchenraum ist mit Rokokostuckaturen und Deckengemälden für eine reformierte Kirche ungewöhnlich reich verziert. Die Stuckaturen stammen vermutlich von Peter Anton Moosbrugger, die Gemälde sind nicht signiert.
Der Fünfeckpalast beherbergt unter anderem den Hauptsitz der Kantonsbibliothek mit dem Familienarchiv Zellweger. Öffentlich zugänglich sind das herrschaftliche Einfahrtsportal, die Eingangshalle und der Innenhof. Das Haus wurde 1802–1809 von Baumeister Konrad Langenegger für Johann Caspar Zellweger-Gessner gebaut. Das Portal gleicht einem Triumphbogen mit verziertem Fries. Das mächtige zweiflügelige Tor ist aus Eichenholz. Von der Halle mit dem Tonnengewölbe und dem Kopfsteinpflaster führen steinerne Wendeltreppen in die oberen Geschosse und zum Kulturraum im Keller. Die Fassaden sind klassizistisch gegliedert und weisen dorische Eckpilaster auf. Ungewöhnlich sind die geschossweise unterschiedlichen Fensterhöhen. Der Fünfeckpalast war ein Wohnhaus mit verschiedenen Trakten für Herrschaft und Dienstboten. Bis 2013 benutzten die Nachfahren der letzten Besitzerin, einer Zellweger-Erbin, die sogenannte «Zellweger-Wohnung» im ersten Stock. Seit 1991 gehört das Haus dem Kanton Appenzell Ausserrhoden, der es bis 2002 umfassend renovierte und darin die Kantonsbibliothek und das Obergericht sowie neben der «Zellweger-Wohnung» fünf weitere Wohnungen und einen Coiffeursalon unterbrachte.

## Sammlung
«Jahrhundert der Zellweger» besitzt keine eigene Sammlung. Die Hörrundgänge stützen sich wesentlich auf das Familienarchiv Zellweger, das in der Kantonsbibliothek Appenzell Ausserrhoden lagert.

## Ausstellung

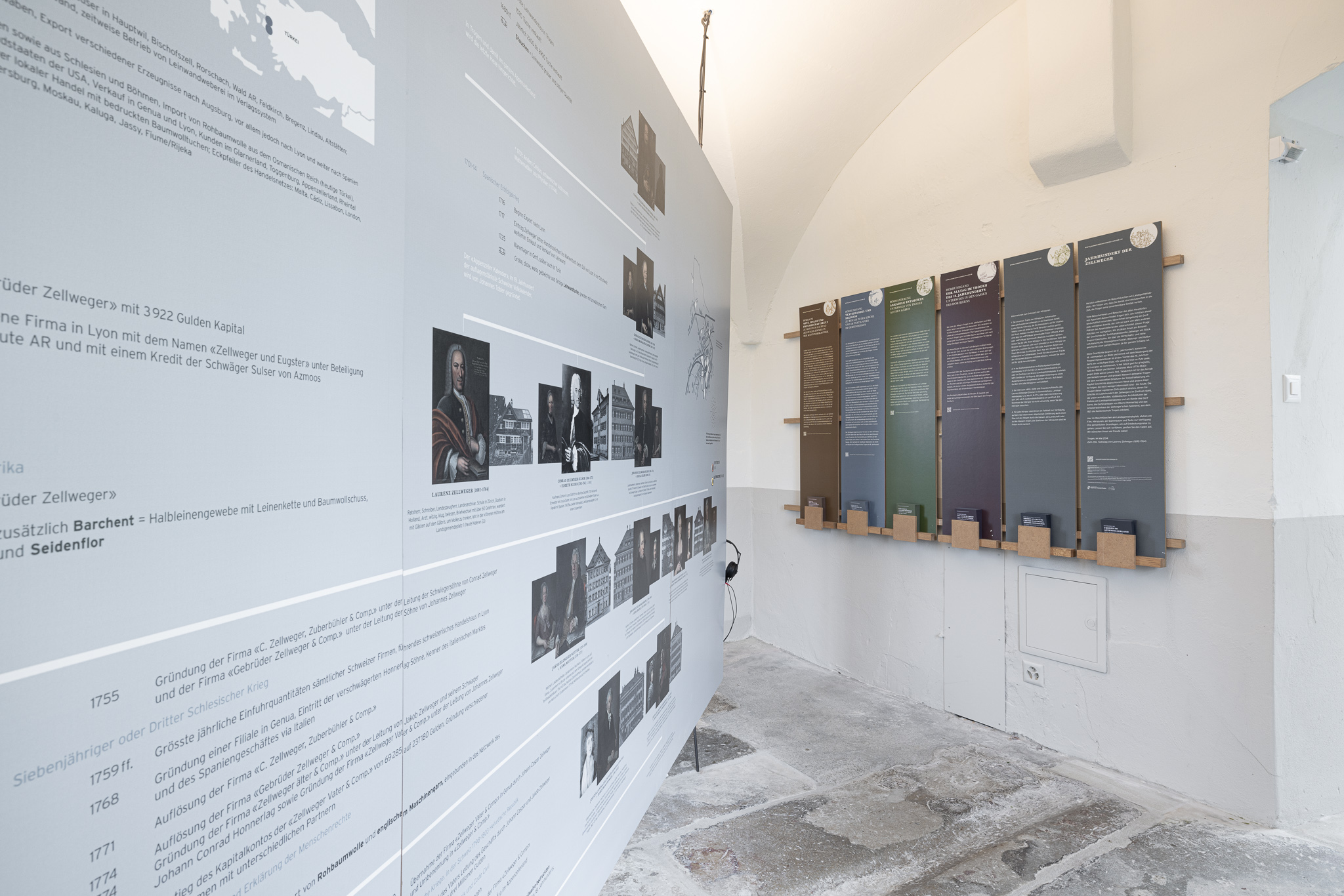
Übersicht über das «Jahrhundert der Zellweger» mit Personen und Häusern im Informationszentrum im Waschhäuschen

In der zweiten Hälfte des 17. Jahrhunderts wurden im Umland der Stadt St. Gallen infolge Bevölkerungswachstums und grösserer Nachfrage nach Textilien sowie in Abgrenzung zur städtischen Weberzunft mehrere eigenständige Leinwandmärkte eröffnet. Um 1667 führte Conrad Zellweger-Rechsteiner in Trogen erstmals eine Leinwandschau durch. Die Leinwandproduktion ermöglichte der Bevölkerung in traditionell von Subsistenzwirtschaft und Kleingewerbe geprägten Regionen wie dem Appenzellerland oder dem Toggenburg als Heimweberinnen und -weber, Spinner, Spulerin, Stickerin oder Fergger eine neue Verdienstmöglichkeit. Zunächst als Faktoren grösserer Handelshäuser tätig, begannen sich in jener Zeit in Appenzell Ausserrhoden mehrere Familien auf den Fernhandel mit Textilien zu spezialisieren. Seit den 1730er-Jahren kam das Baumwollgeschäft dazu, und ab der Mitte des 18. Jahrhunderts begannen einzelne Familien wie die Wetter in Herisau und die Zellweger in Trogen in ihren Dörfern Steinhäuser zu bauen. Die Familie Zellweger brachte es dank Begabung und der Möglichkeit guter Bildung, aber genauso dank demografischem Glück während dreier Generationen sowie infolge innerfamiliärer Konkurrenz zu grösserem Reichtum als andere Kaufmannsfamilien der Ostschweiz. Die Holzhäuser um den Landsgemeindeplatz wurden zwischen 1747 und 1809 nach und nach durch repräsentative Steinhäuser – schon zeitgenössisch als «Paläste» beschrieben – ersetzt. Das Dorf mauserte sich zum weltläufigen Ort. Den historischen Überblick vermittelt eine wandfüllende Grafik im Informationszentrum im Waschhäuschen am Landsgemeindeplatz. Sie zeigt einerseits die Generationen der Zellweger und die zugehörigen Häuser und ordnet andererseits die Entwicklungen in weltgeschichtliche und wirtschaftliche Zusammenhänge ein. Im Waschhäuschen gibt es auch einen einführenden Film und weitere Informationen zu den vier Hörrundgängen:

### Alltag im Trogen des 18. Jahrhunderts
Dieser Hörrundgang erzählt Sozialgeschichte: An der Oberdorfgasse stehen bis heute Häuser mit ehemaligen Webkellern. Das Klima in diesen Kellern war der Gesundheit nicht zuträglich. Mithelfen beim Spulen und Fädeln mussten alle, auch die Kinder. Aber die Textilbranche brachte auch Geld ins Dorf und in die Region, ein Bewusstsein für Mode und nicht zuletzt auch Bildung. Es wird erzählt vom geselligen Leben im Dorf und auch davon, was auf den Teller kam.

### Witz, Idylle und Freundschaftskult
Die Hörspur begleitet den Besuch des Laurenz-Zellweger-Zimmers im dritten Stock des Gemeindehauses. Laurenz Zellweger (1692–1764) studierte in Leiden (NL) bei Herman Boerhaave Medizin und kam dort auch mit aufklärerischem Gedankengut in Kontakt. Er kehrte nach Trogen zurück, praktizierte als Landarzt und scharte einen Freundeskreis von bedeutenden Naturwissenschaftlern, Literaten, Philosophen und Medizinern um sich. Es fanden Treffen in Trogen statt, Laurenz Zellweger führte aber auch eine ausgedehnte Korrespondenz. Im Zimmer können Faksimiles seiner Briefe und geistesgeschichtlicher Werke aus jener Zeit auf iPads eingesehen werden, es gibt Bildmaterial, eine kleine Bibliothek und auch eine Sammlung von Appenzeller Witzen.

### «Arkadien entdecken»
Die Freunde um Laurenz Zellweger idealisierten das Appenzellerland als ein Arkadien, als eine ursprüngliche Landschaft, bewohnt von einem freiheitsliebenden Volk. Dies als Gegenwelt zum «Limmat-Athen», zur Stadt Zürich, aus der die meisten Freunde stammten. Bei ihren Treffen in Trogen pflegten sie frühmorgens auf den Gäbris zu wandern, um dort Molke zu trinken. «Arkadien entdecken» ist eine Hörwanderung auf den Gäbris, die Themen unterwegs sind die philosophischen und politischen Gespräche der Freunde und der aufkommende Tourismus im Appenzellerland.

### Textilhandel und Religion
Dieser Hörrundgang führt zunächst in die Kirche. Für ein reformiertes Gotteshaus ist sie aussergewöhnlich reich verziert. Das Deckengemälde über dem Chor zeigt Menschen aus vier Erdteilen, die sich Gott zuwenden. Die Stifterin Ursula Wolf-Zellweger liess sich selber in diesem Gemälde verewigen. Sie spielt auch an der zweiten Station eine zentrale Rolle: Im Textilfoyer im dritten Stock des Gemeindehauses ist eines ihrer aufwendigen Seidenkleider ausgestellt. Das Foyer präsentiert ausserdem Stoffmuster der wichtigsten Produkte zum Anfassen und eine Enzyklopädie zu Begriffen aus der Textilbranche.

## Spezielle Exponate

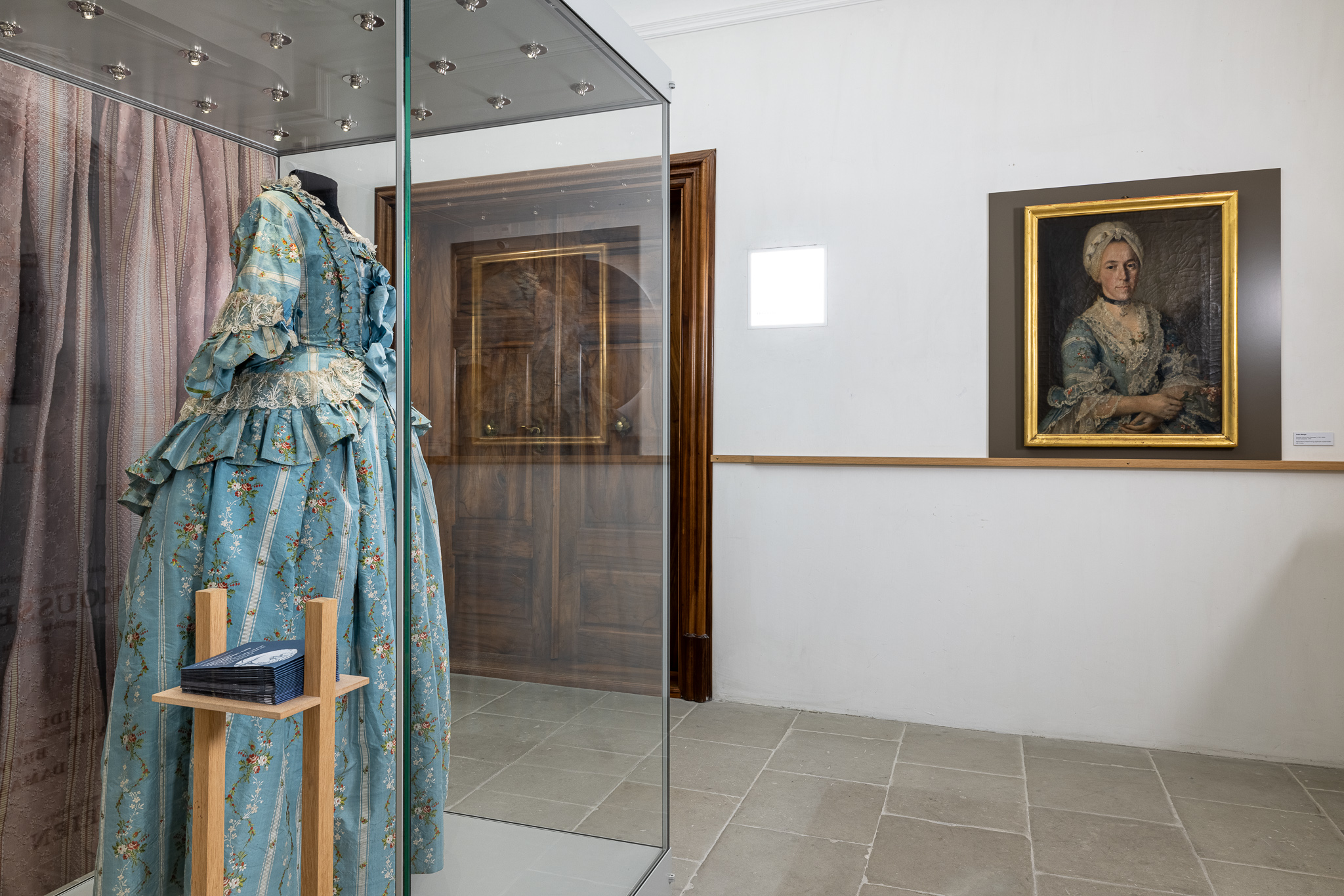
Die Seidenrobe und das Gemälde von Ursula Wolf-Zellweger im Textilfoyer

- Die Kleider der Zellweger: Im Textilfoyer ist ein Ölgemälde von Ursula Wolf-Zellweger aufgehängt, das sie in einer Seidenrobe mit Haube zeigt. Genau dieses Kleid im Bild aus den 1780er-Jahren ist noch erhalten und in einer Glasvitrine ausgestellt. Daneben gibt es eine Dokumentation, die weitere Porträts von Zellwegern im Hinblick auf ihre Kleidung beschreibt: Da gibt es zum Beispiel Valenciennes-Spitzen, plissierten Batist, tiefgetönten Brokat oder eine Follette aus schwarzer Seide.
- Quodlibet von Johann Caspar Füssli, Maler und Schriftsteller aus Zürich, Öl auf Leinwand, 1747. Füssli hat im Trompe-l’Œil-Gemälde den illustren Freundeskreis um Laurenz Zellweger porträtiert: Johann Jakob Bodmer, Salomon Gessner, Johann Caspar Hirzel, Laurenz Zellweger und sich selbst. Alle tragen griechische Übernamen und sind je einem alten Griechen zugeordnet: Zellweger zum Beispiel Homer und Bodmer Sokrates.[16][17] Das Quodlibet kann im Zimmer auch in einem Grossformat betrachtet werden.
- Das Deckengemälde über dem Chor der Kirche, 1782: Am Eingang stehen Spiegel zur Verfügung, damit man das Gemälde bequem betrachten kann. Der Hörtext dazu erläutert «die göttliche Ordnung», das Weltbild der Familie Zellweger stellvertretend für protestantische Bürgerfamilien des 18. Jahrhunderts und viele Details der dargestellten Szenen.

## Bilder

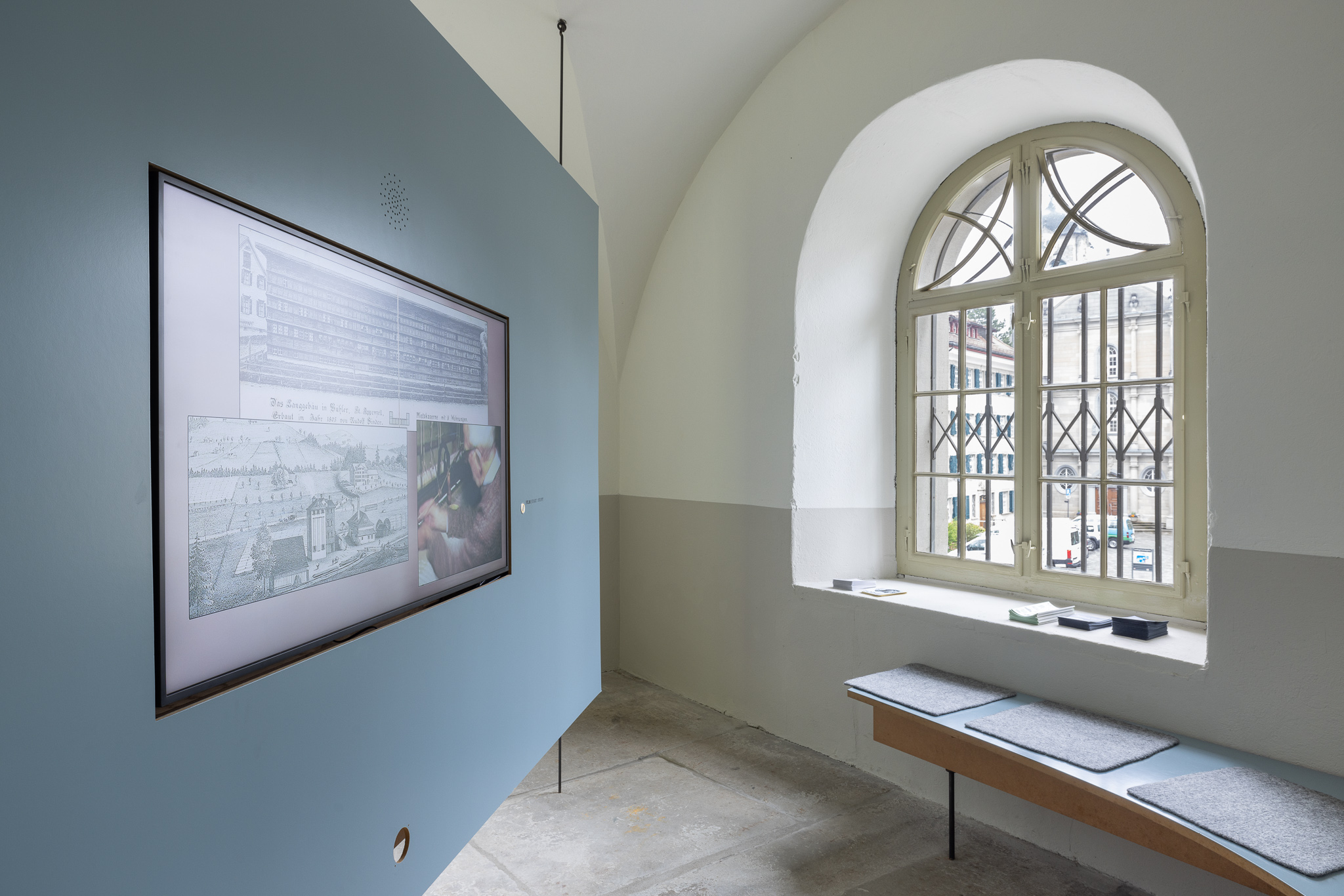
Das Waschhäuschen am Landsgemeindeplatz ist die zentrale Informationsstelle zu «Jahrhundert der Zellweger»
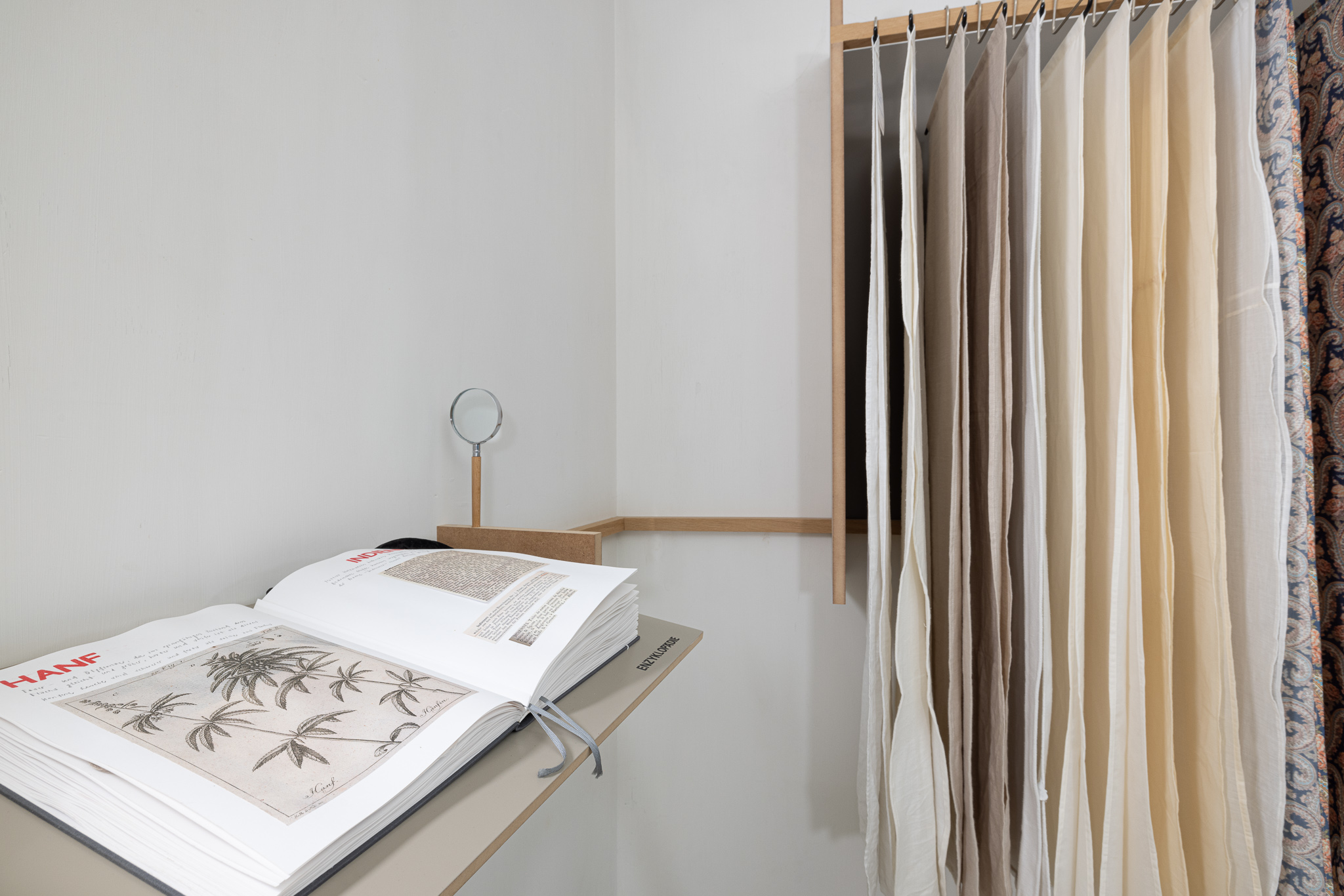
Textilfoyer im Gemeindehaus mit Stoffmustern und einer Enzyklopädie zur Textilherstellung
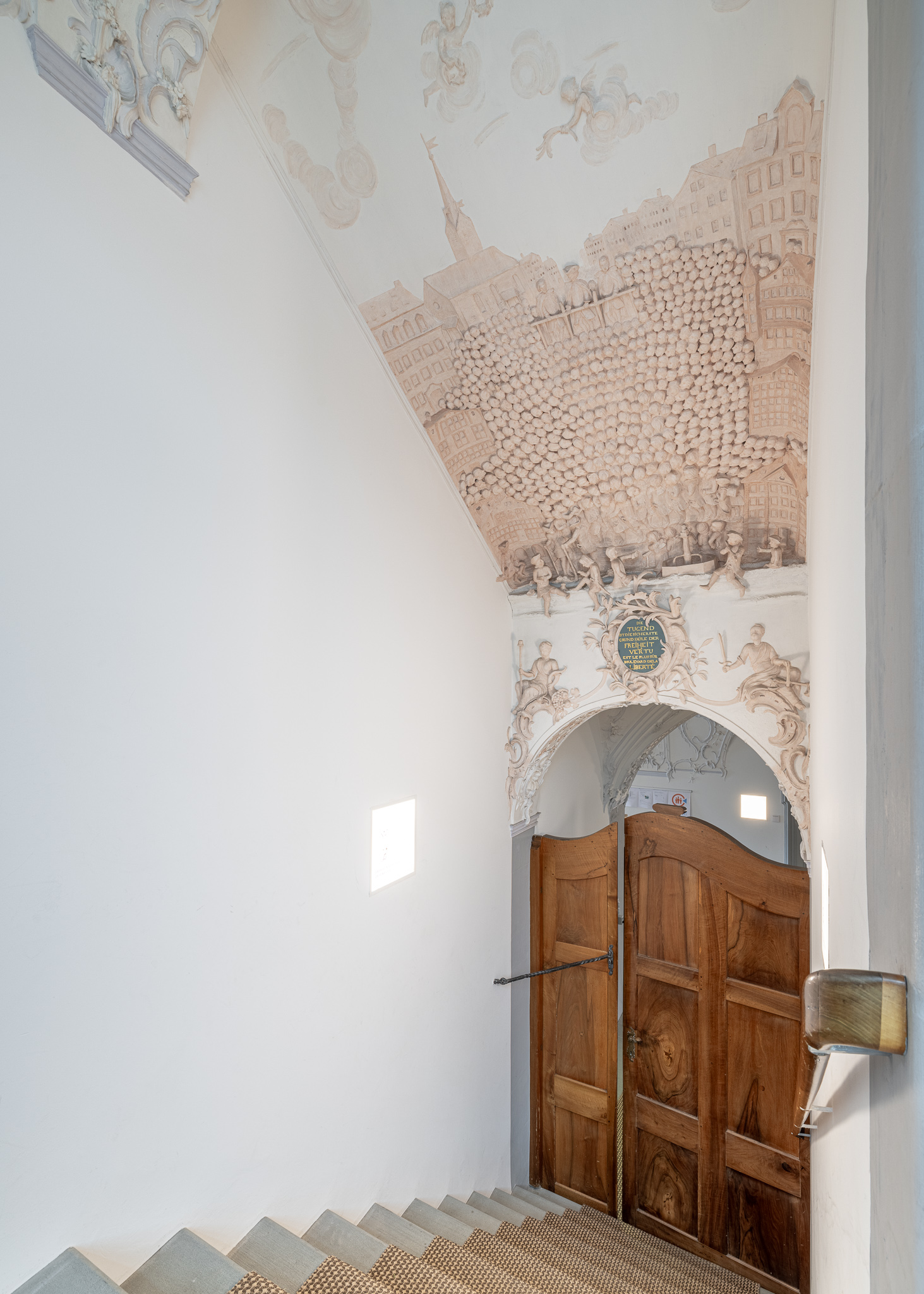
Stuckatur im Gemeindehaus mit einer Darstellung der Landsgemeinde und der Gebäude am Landsgemeindeplatz mitten in der baulichen Transformationsphase der 1770er-Jahre
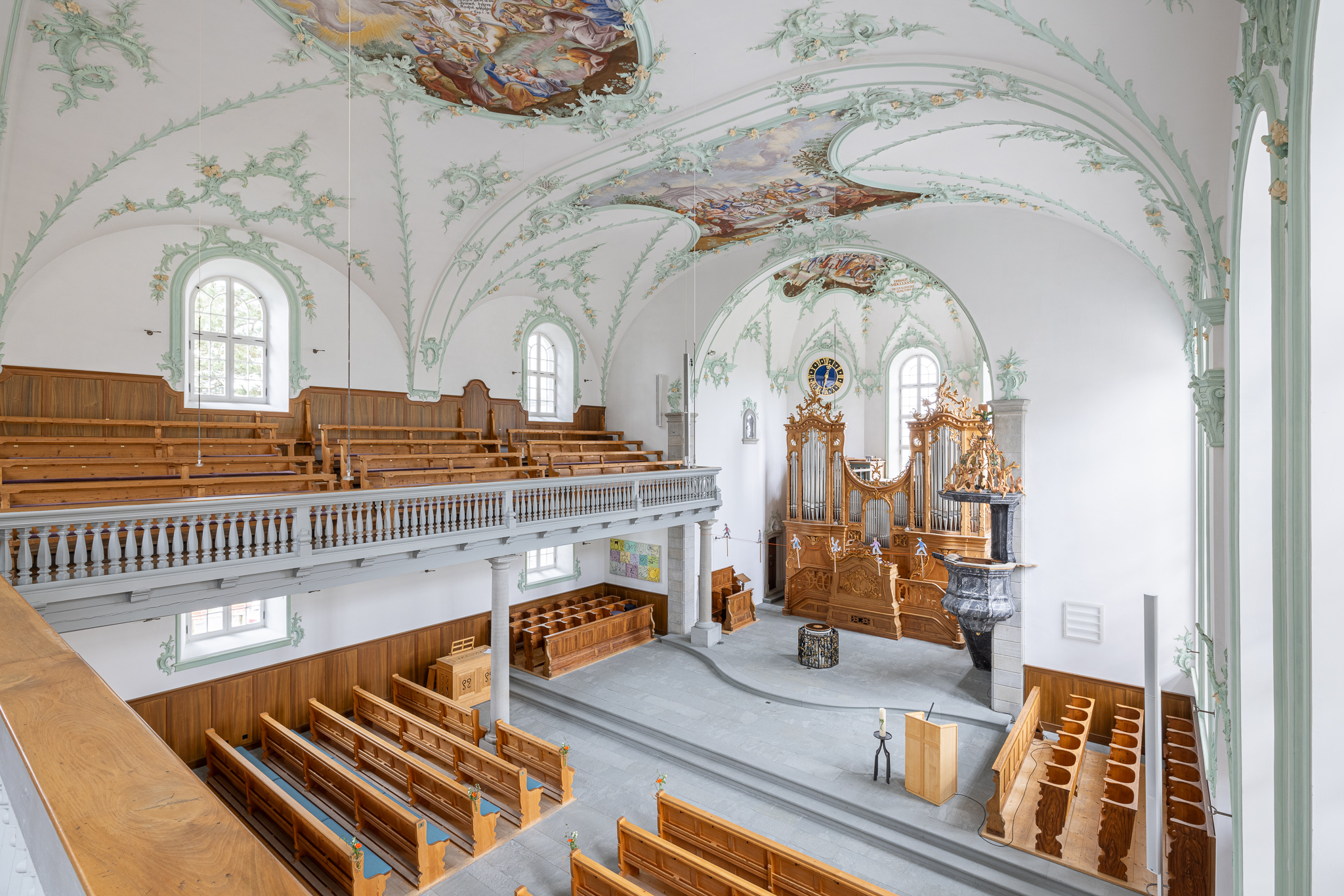
Der Innenraum der reformierten Kirche ist mit Stuckaturen und Deckengemälden reich verziert
Das Quodlibet zeigt die Bildnisse der «Schottenbrüder», von Johann Jakob Bodmer (Mitte), Salomon Gessner (rechts oben), Johann Caspar Hirzel (rechts unten) und dem Maler Johann Caspar Füssli (links) aus Zürich, die ihren Freund Laurenz Zellweger (Mitte oben) jeweils in Trogen besuchten, um dort u. a. Molke («Schotte») zu trinken. Es kann im Laurenz-Zellweger-Zimmer im Grossformat betrachtet werden.

## Weitere Angebote
Auf der Website stehen alle Faltblätter und Audio-Dateien zum Download zur Verfügung, ebenfalls gibt es Galerien mit Bildern von Personen und Häusern. Das «Jahrhundert der Zellweger» kann also auch online besichtigt werden. Für einen Besuch vor Ort kann man die Hörtexte herunterladen oder sie vor Ort streamen.
Für Kinder und Jugendliche des 5. bis 10. Schuljahrs gibt es den Actionbound «Mit Hans Choredli in die alte Zeit». Die digitale Schnitzeljagd basiert auf der Geschichte des Spinnerbubs Johann Konrad Zellweger (1801–1883) und dem Hörrundgang «Der Alltag im Trogen des 18. Jahrhunderts».
Es werden kulturhistorische Führungen durch das Dorf für Gruppen angeboten.

## Trägerschaft
«Jahrhundert der Zellweger» wird von der Gemeinde Trogen und von der Kantonsbibliothek Appenzell Ausserrhoden getragen.